# Chris Ward (surfista)
Chris Ward es un surfista profesional nacido el 11 de diciembre de 1978 en Galveston, Texas, Estados Unidos. Es conocido, también, como Wardo.

## Carrera profesional
Ward nació en Texas, pero pronto, con 9 años, se mudó con su familia a California, lugar ideal para el surf. En 1995 Ward ganó los campeonatos estatales de la National Scholastic Surfing Association (NSSA) y consiguió ser subcampeón del importante Op Pro. En ese mismo año, Lost Surfboards ficha a Ward y lo incluye en su vídeo de surf What's Really Goin' On.
En 1996 firma un contrato de tres años con la compañía surfera Gotcha y en 1999 con Rusty. Dos años antes, en 1997, Ward debuta en las WQS. En 2001, una gran actuación de Ward en las Maldivas le vale para dar el salto de las WQS al ASP World Tour. En la máxima competición, su mejor resultado fue el segundo puesto, en 2005, que consiguió en el Quiksilver Pro Gold Coast.

## Victorias
Victorias fuera del Foster's ASP World Tour:
- 2001

- San Miguel Surf Fiesta, San Miguel - México (WQS) 
- 2004

Lost Surf Jam, San Diego, California - Estados Unidos
- 2001

- ASP WQS 6* Portugal
- 2001

- O’Neill Deep Blue Open - Islas Maldivas (WQS)